# Meloidogyne hapla
Nématode cécidogène du Nord
Espèce
Meloidogyne hapla, communément appelé le Nématode cécidogène du Nord, est une espèce de vers ronds de la famille des Heteroderidae. C'est un important parasite des plantes classé en parasitologie dans le genre Meloidogyne (nématodes à galles ou nématodes des nodosités des racines). Son nom vernaculaire anglais est Root-knot nematode.
C'est l'une des quatre principales espèces de nématodes répandues dans le monde. Elle attaque de nombreuses espèces de plantes dicotylédones sauvages et cultivées, parmi lesquelles figure notamment la pomme de terre, la carotte, la laitue et la tomate.

## Systématique
L'espèce Meloidogyne hapla a été initialement décrite en 1949 par le nématologiste américain Benjamin Goodwin Chitwood (1907-1972).